# الفرقة التاسعة المدرعة

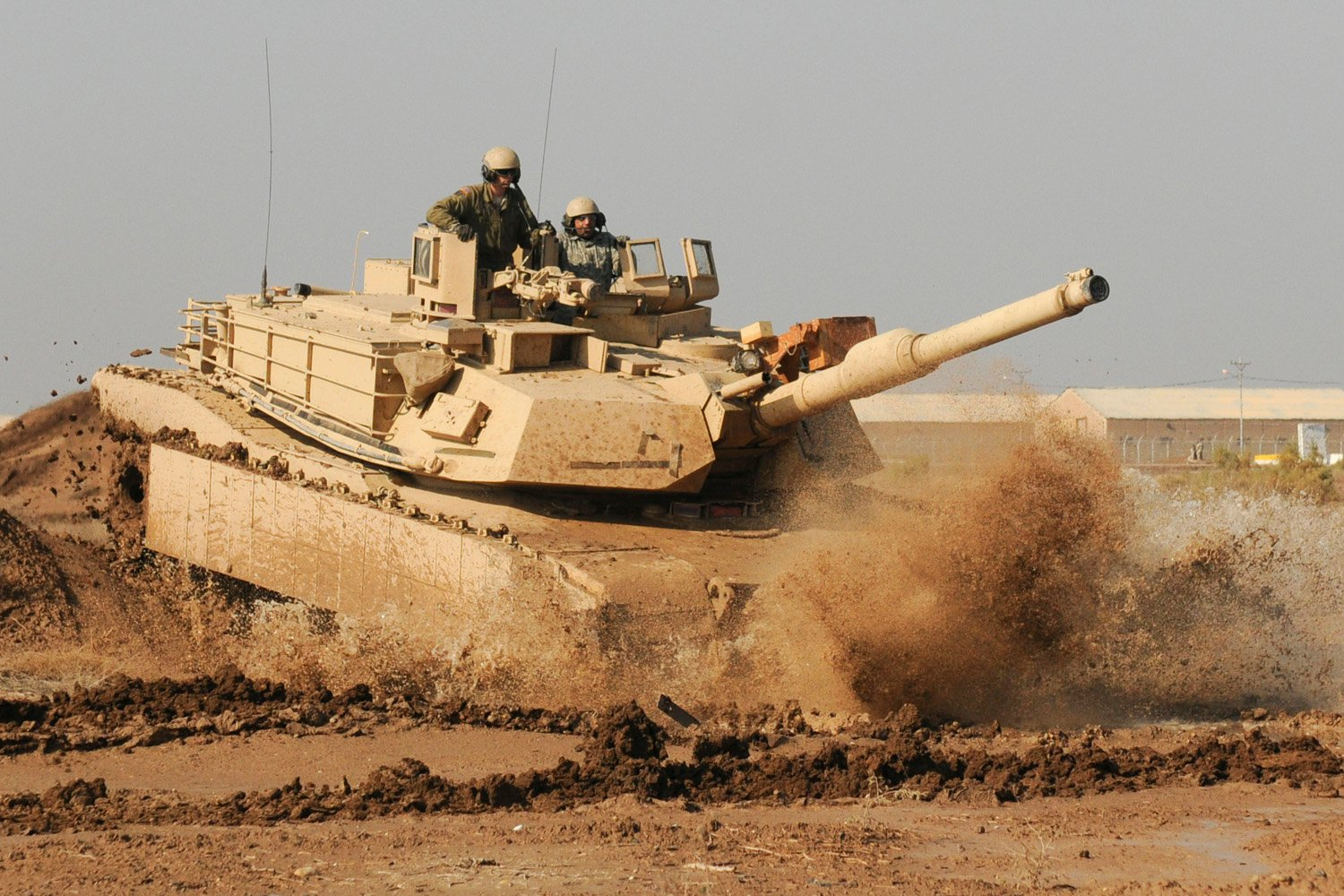
دبابة إم1 أبرامز تابعة للفرقة التاسعة في معسكر التاجي

الفرقة المدرعة التاسعة  هي الفرقة الوحيدة في الجيش العراقي التي تحوي ألوية مدرعة وألوية مشاة آلية.
مقر الفرقة هو في بغداد في معسكر التاجي.
وتحتوي الفرقة على أربعة الوية تضم خمسة كتائب مجهزة بالدبابات وناقلات الاشخاص المدرعة.
وحلت الفرقة التاسعة محل الفرقة الأميركية الرابعة بعد مشاركتها مع قوات اميركية في مهمات عسكرية في محيط منطقةالتاجي مؤخرا، حيث استلمت مسؤولية حماية المناطق المحيطة بغرب بغداد من القوات الأميركية.
وكانت الفرقة التاسعة قد تسلمت مهمات أمنية في بغداد بعد أحداث تفجير الروضة العسكرية في شباط 2006.

## القادة الحاليون للفرقة
| المنصب                            | الرتبة والاسم                 |
| --------------------------------- | ----------------------------- |
| قائد الفرقة التاسعة المدرعة       | اللواء الركن وليد داخل الكعبي |
| نائب قائد الفرقة التاسعة المدرعة  | العميد الركن زهير الفهداوي    |
| رئيس اركان الفرقة التاسعة المدرعة | العميد الركن محمد نجاح الشمري |